# FIDE Online Chess Olympiad 2020
La FIDE Online Chess Olympiad 2020 (Olimpíada d'escacs en línia de la FIDE de 2020) fou un event escaquístic en línia organitzat per la Federació Internacional d'Escacs (FIDE) i allotjat pel lloc web Chess.com. Tingué lloc entre el 24 de juliol i el 30 d'agost. Este fou la primera olimpíada d'escacs en tenir lloc en línia, a causa de la pandèmia per coronavirus. Els equips de Rússia i l'Índia van ser declarats conjuntament guanyadors d'este event després d'un problema amb Internet on alguns membres de l'equip indi perderen la connexió.